# Паве
Паве́ (перс. پاوه‎) — приграничный город на западе Ирана, в провинции Керманшах. Административный центр шахрестана  Паве.
На 2006 год население составляло 19 774 человека; в национальном составе преобладают курды-горани (носители диалекта орамани), в конфессиональном — мусульмане-сунниты.
По одной из легенд, название города происходит от имени царевича Пава, сына шахиншаха Йездегерда III.

## География
Город находится на северо-западе Керманшаха, в горной местности западного Загроса, на высоте 1 463 метров над уровнем моря.
Паве расположен на расстоянии приблизительно 100 километров к северо-западу от Керманшаха, административного центра провинции и на расстоянии 450 километров к западу от Тегерана, столицы страны.